# Erih Tetičkovič
Erih Tetičkovič, slovenski zdravnik nevrolog in univerzitetni profesor, * 24. april 1944, Maribor, † 1. februar 2024.
Odraščal je v mestnem predelu Studenci na desnem bregu Drave v Mariboru, v družini ki je izhajala iz okolice Ptuja.
Gimnazijo je končal v rodnem mestu in se nato vpisal na Medicinsko fakulteto v Zagrebu, kjer je promoviral leta 1968. Leta 1989 je na isti fakulteti še doktoriral iz medicinskih znanosti. Leta 1970 je pričel s specializacijo iz nevrologije na UKC Maribor, kjer je bil zaposlen vso svojo kariero. Leta 1984 je začel prvi razvijati Dopplerjevo ultrazvočno diagnostiko možganskega ožilja in ožilja vratu ter postavil osnove take diagnostike. Po njegovi zaslugi je bil nabavljen aparat za navedeno diagnostiko. Leta 2005 je bil imenovan za izrednega profesorja za področje nevrologije, prav tako mu je bil podeljen naziv primarij.
Ob zdravniškem delu je mnogo pozornosti posvečal tudi znanstveno-raziskovalnem opusu. Od ustanovitve je bil prvi predstojnik Katedre za nevrologijo in nosilec predmeta nevrologija na Medicinski fakulteti v Mariboru. Bil je tudi prodekan in predavatelj na Visoki zdravstveni šoli v Mariboru, pred tem pa nosilec raznih znanstvenih projektov. 
Leta 1992 je bila izdana prva znanstvena monografija – Dopplerjeva sonografija možganskega ožilja, leta 1993 pa knjiga Obvarujmo se možganske kapi.
Aktiven je tudi pri Rdečem križu Slovenije in Društvu za rak.
Vrsto let je bil zdravnik v avtomobilskem športu, kjer je za svoje pionirsko delo dobil več priznanj AMZS in Cizljevo plaketo. Bil je tudi predsednik Društva za varstvo in proti mučenju živali v Mariboru ter organizator raznih tradicionalnih plesov. Od Hortikulturnega društva Maribor je trikrat dobil priznanje »zlata vrtnica«. Leta 2005 je prejel naziv Naj osebnost Maribora, 2019 pa tudi naslov častnega občana Maribora.

## Zasebno
Ima sina Matjaža in hčerko Alenko, ki je slovenska dramska igralka.  